# جلد مرمري متوسع الشعيرات خلقي
الجلد المرمري الخلقي متوسع الشعيرات هو عيب خلقي نادر في الشعيرات الدموية يظهر في المواليد كبقع شبكية في الجلد، تم وصفه لأول مرة من قبل طبيب أطفال هولندي يدعى كاتو فان لويزان.
ويجب عدم الخلط بينه وبين الجلد المرمري وهو تبقع فسيولوجي طبيعي شائع في المناطق الباردة.

## الأعراض
يظهر العيب الرئيسي كبقع شبكية وردية، زرقاء أو بنفسجية موضعية أو شاملة، وقد يكون مصحوباً بعيوب أخرى، مثل:
- ورم وعائي شعيري أو كهفي
- ضمور أو ضخامة في الطرف المصاب
- ضخامة الرأس
- المياه الزرقاء في العين وانفصال الشبكية
- عيوب في الجهاز العصبي

وعيوب أخرى غير شائعة، مثل:
- تخلف عقلي
- تأخر نفسي حركي
- عدم تنسج الجلد الخلقي
- شق في الحنك[4]

## الأسباب
عوامل الخطر غير معروفة حتى الآن، وقد يكون السبب متعدد العوامل، وعلى الرغم من أن الحالة تشيع في أفراد متفرقة، إلا أن بعض الدراسات ترجح أنه ينتقل بالوراثة الجسدية السائدة ذات النمط الظاهري منخفض الانتفاذ الوراثي.
ومن المرجح أيضاً وجود عوامل خارجية تلعب دوراً كالعدوى الفيروسية؛ نظراً لوجود حالات عديدة مصابة من نفس المنطقة الجغرافية، وتشير النظرية إلى وجود عوامل متعددة تؤثر على تطور الأوعية الدموية في الجنين وتسبب هذا العيب.

## الانتشار
تصيب الذكور والإناث بنسب متساوية، وتوجد أقل من 300 حالة مسجلة في المطبوعات الصحية، ونظراً لأن كثيراً من الحالات بسيطة؛ قد لا يتم تشخيصها وبالتالي يصعب تحديد معدلات الحدوث.

## التشخيص

### الفحص الإكلينيكي
يُرى العيب عيانياً مع أخذ التاريخ المرضي للمصاب.

### الأشعة
فقط عند احتمالية وجود عيوب خلقية أخرى، تبعاً لتقدير الطبيب.
- الأشعة السينية: غالياً ما تكون أول أشعة يتم تصويرها
- الأشعة المقطعية: تظهر العظام والعضلات والدهون والأعضاء
- التصوير بالرنين المغناطيسي: لإظهار أية عيوب في الأعصاب والعضلات والعظام والأوعية الدموية
- تصوير الأوعية الدموية بالفلورسين: قد يظهر عدم تروية الشبكية[7]

### فحص الجلد تحت الميكروسكوب
أخذ عينة من الجلد وفحصها مجهريّاً ليس ضرورياً للتشخيص لكنه يوضح الشعيرات الدموية المتمددة في طبقة الأدمة وانتفاخ خلايا البطانة الغشائية، وأحياناً تمدد الأوعية الدموية.

## العلاج
لا يوجد علاج خاص بالجلد المرمري متوسع الشعيرات الخلقي، وغالباً ما يتحسن تلقائياً بشكل تدريجي أثناء نمو الطفل مع تطور الجلد وزيادة سُمكه، وقد تم استخدام الليزر في علاج بعض الحالات وأظهرت نتائج مختلفة.

## توقع سير المرض
بشكل عام جيد جداً، يميل للتحسن خلال أول عامين من الولادة، وقد يختفي العيب كلياً.